# I. e. 503
Évszázadok: i. e. 7. század – i. e. 6. század – i. e. 5. század
Évtizedek: i. e. 550-es évek – i. e. 540-es évek – i. e. 530-as évek – i. e. 520-as évek – i. e. 510-es évek – i. e. 500-as évek – i. e. 490-es évek – i. e. 480-as évek – i. e. 470-es évek – i. e. 460-as évek – i. e. 450-es évek
Évek: i. e. 508 – i. e. 507 – i. e. 506 – i. e. 505 –  i. e. 504 – i. e. 503 – i. e. 502 – i. e. 501 – i. e. 500 – i. e. 499 – i. e. 498

## Események
- Római consulok: Agrippa Manenius Lanatus és Publius Postumius Tubertus
- A volscusok földjén megalakulnak Cora és Ponetia római kolóniák